# Шляпкин, Илья Александрович

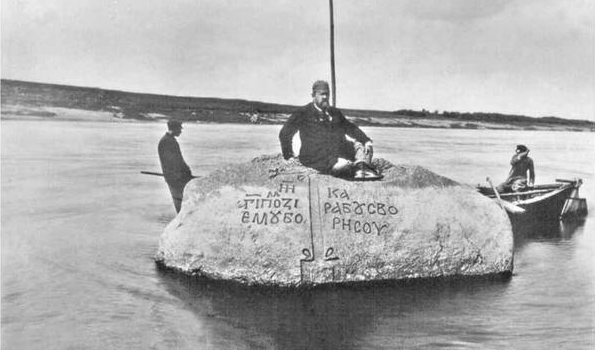
Борисов камень. Западная Двина. 1896 год.

 Илья́ Алекса́ндрович Шля́пкин  (9 [21] марта 1858, Санкт-Петербургская губерния — 16 [29] апреля 1918, Белоостров, Петроградская губерния) — русский педагог-филолог, палеограф, историк древнерусского искусства.

## Биография
Родился 9 (21) марта 1858 года в селе Александровка Санкт-Петербургского уезда.
Воспитывался у своего дяди А. А. Ревви. Затем поступил в 3-ю Санкт-Петербургскую гимназию, которую окончил в 1877 году.
В 1881 году окончил историко-филологический факультет Императорского Санкт-Петербургского университета со степенью кандидата и был оставлен на кафедре русской словесности для подготовки к профессорской деятельности.
После прочтения пробных лекции и сдачи магистерского экзамена он был допущен в 1888 году к преподаванию в университете в качестве приват-доцента; 17 марта 1891 года защитил диссертацию на степень магистра. В 1901 году был избран профессором историко-филологического факультета по кафедре истории российской словесности.
Также, с 1886 по 1895 год он состоял штатным преподавателем Николаевского кадетского корпуса. С 1890 года читал историю русской словесности на Высших женских курсах, среди его учениц — Вера Наумова-Широких.
В 1896 году стал преподавать русскую словесность в Императорском Александровском лицее. Также преподавал русскую палеографию в археологическом институте вместо ушедшего А. И. Соболевского.
Подготовил к печати полное собрание сочинений А. С. Грибоедова, ряд памятников древнерусской литературы.
И. А. Шляпкин собрал библиотеку русских книг XVII—XX вв. с множеством уникальных экземпляров, коллекцию старинных рукописей XII—XVIII вв. и автографов. На основе личного собрания он выпустил книгу «Из неизданных бумаг А. С. Пушкина» (1903). Отдельную брошюру Илья Шляпкин посвятил так называемому Святославову кресту из Георгиевского собора в Юрьеве-Польском. Он составил сборник изречений о книге и чтении «Похвала книге» (1917). Значительная часть библиотеки после его смерти поступила в библиотеку Саратовского университета.
Часть другой своей коллекции, в основном, предметы археологии, он завещал Псковскому Археологическому обществу; предметы искусства — художественно-промышленной школе имени Фан-дер-Флита.
Умер 16 апреля 1918 года в своей маленькой усадьбе в Белоострове.

## Комментарии
1. ↑  Слобода Александровка[2] (Александровская)[3] находилась примерно в 2 км севернее ст. Белоостров; не сохранилась, ныне территория садоводств в Сертоловском городском поселении Всеволожского района, Ленинградская область[4].